# La Escurquilla
La Escurquilla, tout comme Garranzo, est un village abandonné, situé dans la communauté autonomme de La Rioja, en Espagne, près du village d'Enciso.

## Histoire
Le village est entièrement abandonné à partir des années 1970, car les jeunes partent de la campagne pour aller vers des grandes villes pour espérer tenter leur chance de trouver du travail.

## Sites et monuments
La Escurquilla est un peu mieux conservé que Garranzo, et plus en hauteur (807 m). Comme chaque village abandonné, l'église est le seul monument encore debout, et le clocher ne contient qu'une barre métallique, qui entraînait autrefois une des cloches du village.